# Sân bay Nước Mặn
Sân bay Nước Mặn nằm ở phường Khuê Mỹ, quận Ngũ Hành Sơn, thành phố Đà Nẵng.
Sân bay có một đường băng dài 1400m, dùng để phục vụ trong chiến tranh. Nơi đây từng một thời là nơi thủy lục quân Mỹ đổ bộ lần đầu tiên vào VN chiếm đóng và xây dựng cát cứ không lực hùng mạnh cho kế hoạch chiếm Đông Dương.
Hiện nay chỉ khai thác cho trực thăng, dùng làm khu xăng dầu cung ứng cho các tỉnh, thành miền Trung Việt Nam.
Tất cả các chuyến bay đi đến tại thành phố đều được khai thác tại Sân bay quốc tế Đà Nẵng, nằm ở quận Hải Châu.
Khoảng 2 giờ sáng 28 tháng 9 năm 2011 đã xảy ra sự cố rò rỉ dầu tại tổng kho xăng dầu sân bay Nước Mặn, Đà Nẵng. Sự cố trên khiến hàng trăm mét khối dầu diesel từ trong các bồn chứa lớn chảy tràn ra ngoài theo các cống thoát nước. Đây là tổng kho xăng dầu lớn nhất của Công ty Xăng dầu khu vực 5, có nhiệm vụ cung ứng dầu cho thành phố Đà Nẵng và tỉnh Quảng Nam..